# Coop Liguria
Coop Liguria è una delle 7 grandi cooperative di consumatori del sistema Coop, e come tale aderisce all'ANCC della Lega Nazionale delle Cooperative e Mutue e al consorzio cooperativo Coop Italia.
Insieme alle grandi cooperative Coop Lombardia e Nova Coop, alle medie cooperative Coop Vicinato Lombardia e Coop Como Consumo e a circa 26 piccole cooperative, soprattutto lombarde, aderisce al Distretto Nord-Ovest.

## Storia

### Dalla Cooperativa comunale di consumo a Coop Liguria
Il primo nucleo di Coop Liguria è stata la Cooperativa Comunale di consumo fra i lavoratori di Savona, che si è costituita il 21 marzo 1945 a Savona da 27 soci fondatori. Rapidamente la cooperativa aprì nuovi spacci, anche fuori dal comune di Savona, e prese in gestione altre cooperative, tra cui quella di Varazze e lo spaccio savonese dell'Ilva.
Il 5 giugno 1949 si decise di cambiare la ragione sociale, che diventa Alleanza Cooperativa Savonese, e si decise l'adesione all'Alleanza Italiana Cooperative di Consumo, che divenne poi l'attuale Coop Italia.
Iniziarono le prime difficoltà: l'ACS aveva troppi spacci di piccole dimensioni, e i gestori non sempre avevano le competenze adeguate a svolgere questo lavoro. Così nel 1954 venne introdotta la figura del Consigliere delegato, il quale doveva gestire a tempo pieno la cooperativa. Il primo fu Adolfo Santarelli, che nell'anno successivo divenne presidente.
Nel 1961 partì un nuovo piano di sviluppo: nel quartiere savonese di Lavagnola aprì un nuovo magazzino, e l'anno successivo iniziarono nuove fusioni, soprattutto nella zona della Val Bormida. Iniziò anche una prima ristrutturazione della rete, con la chiusura dei negozi più piccoli e la ristrutturazione degli altri, tuttavia il bilancio rimaneva in perdita.
Nel 1967 si decise un'ulteriore fusione con l'Alleanza Cooperativa Genovese, che permise lo sbarco a Genova e che portò la cooperativa da 27 a 58 punti vendita. L'anno successivo l'Acs cambiò ragione sociale in Coop Liguria.

### Dal 1968 agli anni Ottanta
La nuova Coop Liguria lanciò un piano per ulteriori fusioni: nel 1968 venne incorporata la cooperativa "Grande Genova", quindi nel 1970 quella di Sestri Levante e l'Alleanza Provinciale Spezzina. Tre anni dopo ci fu una ristrutturazione della rete con la chiusura di alcuni piccoli spacci, che portò il numero dei negozi da 115 a 41. Nonostante le chiusure ci fu una forte crisi economica, dovuta anche alla crisi petrolifera e all'inflazione, con forti perdite nei bilanci del 1974 e del 1975. Da un lato i soci sostennero la cooperativa con il prestito sociale, dall'altra cambiò il management. Coop Italia e l'ANCC svilupparono un piano industriale che permise di uscire dalla crisi nel 1981.
Partì un forte piano di sviluppo: da un lato ci fu qualche apertura nella provincia di Alessandria e in quella di Imperia (in quest'ultimo caso non con molto successo), dall'altro ci furono altre fusioni: nel 1984 venne incorporata la Coop "A. Negro" di Genova (porto) e nel 1990 la Scasa di Genova Rivarolo.
Si iniziò un progetto per gli ipermercati, che portò alla costituzione del consorzio Iper Liguria con alcune piccole cooperative.

### Dal 1990 al 2020

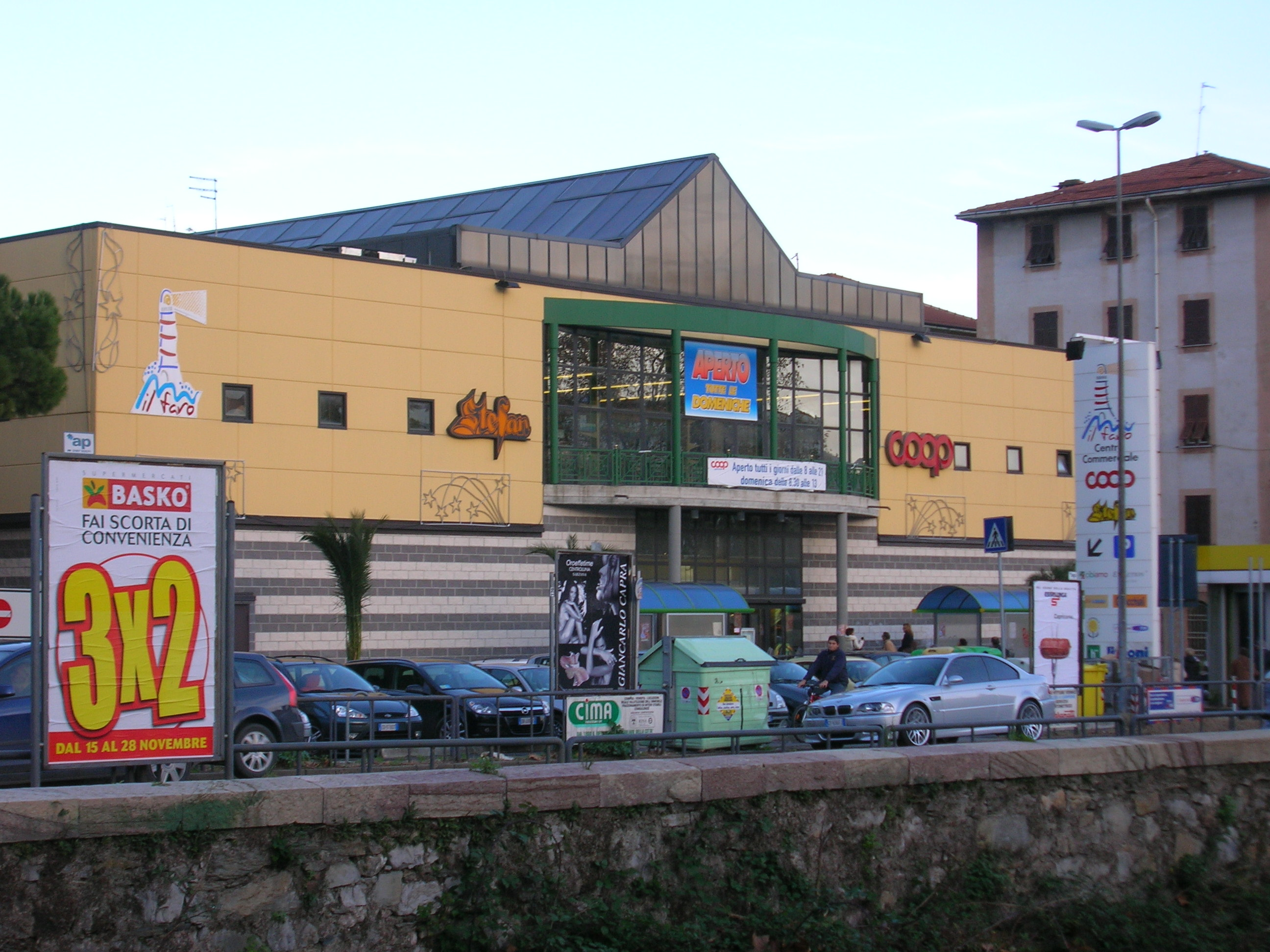
Un'immagine del Centro Commerciale "Il Faro" della Spezia

Nel 1990 aprì il cantiere del primo ipermercato, a Sarzana (SP), che aprì nel 1992, successivamente ne apriranno altri: Savona nel 1996, Genova Bolzaneto nel 1999, Carasco (GE) nel 2002, Mondovì (CN) nel 2007, Albenga (SV) nel 2010, trasformando e ampliando il superstore già esistente e La Spezia nel 2012.
Nella seconda metà degli anni '90 si decise un'ulteriore modernizzazione della rete di vendita, con la sostituzione di diverse superette: si iniziò con il punto vendita ex "A. Negro", trasferito nel Terminal Traghetti di Genova, poi Busalla, quindi La Spezia nel centro commerciale "Il Faro", poi Cogoleto, Varazze e Genova Marassi (2003), Arenzano e Ovada (2004), Genova Pegli e Sestri Levante (2008), Vado Ligure nel parco commerciale "Molo 8.44" (2010).
Altri punti vendita di piccole dimensioni furono trasformati in discount Dico, nello specifico quello di Novi Ligure nel 2004 e quelli di Genova via Paggi e La Spezia via Leopardi a gennaio 2008. Il negozio di Cairo Montenotte è invece passato alla Cooperativa dei Lavoratori di Alba.
Si pensò anche a nuove aperture in zone dove prima Coop non era presente, cosicché nel 2006 aprì il supermercato di Genova Corso Europa, e inoltre nello stesso anno si tornò nella città di Imperia (dopo trent'anni di assenza), con un superstore di 2.200 m². Sempre nella stessa logica, il 7 novembre 2007 ha aperto il già citato Ipercoop di Mondovì, nel centro commerciale "Mondovicino" che è parte integrante dell'omonimo parco commerciale, che dispone anche di un outlet e, a regime, di diverse altre attività.
In questi anni la crescita è stata continua: se nel 1976 i ricavi furono di 11,083 milioni di euro, nel 2009 si arrivò a 743,05 milioni di euro, e i soci passarono da 40.062 del 1976 a 493.168 del 2009.
Inoltre agli inizi del terzo millennio si è stabilito un accordo con altre cooperative, ovvero Coop Lombardia, Coop Consumatori Nordest e Coop Adriatica, per aprire ipermercati in Sicilia: nel 2004 è stata quindi costituita la società Ipercoop Sicilia S.p.A. con sede a Palermo, e nel maggio del 2007 aprì il primo dei 7 ipermercati previsti, a Ragusa. Il 1º ottobre 2014, in seguito alla fusione tra IperCoop Sicilia S.p.a. e SuperCoop Sicilia S.r.l, Coop Liguria e Coop Lombardia cedono le loro quote della neonata Coop Sicilia alle due Coop rimanenti Coop Adriatica e Coop Consumatori Nordest e lasciano l'azienda.
Coop Liguria si sta riposizionando anche sulle piccole strutture di vicinato, adottando da maggio 2008 l'insegna "InCoop" per le piccole superfici.

### Dal 2020 ad oggi
Coop Liguria, nell'ambito di un ampio progetto di sviluppo ed espansione, ha stipulato un accordo strategico con Coop Lombardia, il quale porterà, entro la fine del 2025, alla fusione in un'unica entità giuridica, che sarà denominata Coop Liguria.
Inoltre, la fusione tra Coop Lombardia e Coop Liguria porterà alla creazione di una nuova entità, chiamata Coop Liguria, che avrà anche il controllo della società Sviluppo Discount. Quest'ultima gestisce un totale di 300 punti vendita, distribuiti tra Liguria e Piemonte. È importante notare che questi punti vendita sono sempre sotto il controllo della holding Holmo, che è di proprietà di Coop Liguria.
Coop Liguria non si limita alla gestione della grande distribuzione organizzata GDO ma vanta anche un portafoglio diversificato di marchi di produzione alimentare ognuno con una specializzazione unica e un forte impegno per la qualità. 
Amaro Camatti è noto per la produzione di un amaro artigianale dal sapore intenso e complesso utilizzando erbe e spezie che lo rendono una scelta popolare dopo i pasti per le sue proprietà digestive. 
Bellati si dedica alla produzione di conserve vegetali e salse di alta qualità realizzate con ingredienti freschi e tecniche tradizionali per esaltare il sapore degli alimenti. 
Bio Bontà offre una gamma di prodotti biologici privilegiando ingredienti naturali e metodi di coltivazione sostenibili per promuovere un'alimentazione sana. 
Birra Confine è specializzata nella produzione di birre artigianali realizzate secondo ricette uniche e con ingredienti selezionati offrendo un'esperienza sensoriale speciale. 
Bonjour si occupa della produzione di prodotti da forno come croissant e panini garantendo freschezza e qualità per una colazione gustosa o uno spuntino. 
Buona Compagnia Gourmet offre piatti pronti e specialità gastronomiche per chi desidera un pasto di alta qualità senza compromettere il gusto utilizzando ingredienti freschi e ricette tradizionali. 
Cellini produce pasta fresca e secca nota per la sua lavorazione artigianale e l'uso di semole di alta qualità per esaltare i condimenti. 
Chiesa è dedicata alla produzione di prodotti da forno tradizionali come biscotti e dolci tipici realizzati con ricette artigianali per garantire un sapore genuino. 
Corochinato offre prodotti a base di carne come salumi e preparazioni gastronomiche realizzati con carni selezionate e tecniche di stagionatura tradizionali. 
Demoela si dedica alla produzione di dessert e gelati artigianali utilizzando ingredienti freschi e naturali per creare dolci che soddisfano il palato e offrono un'esperienza unica. 
Questi marchi rappresentano l'impegno di Coop Liguria nel fornire prodotti alimentari di alta qualità contribuendo a un'offerta diversificata per i consumatori.
Coop Lombardia controlla la Marketing Trend S.p.A., che gestisce direttamente 107 punti vendita a insegna Brico Io. Inoltre, Coop Liguria, dopo la fusione con Coop Lombardia, che si prevede si concluda entro il mese di giugno del 2025, avvierà a partire da gennaio del 2026 i tavoli organizzativi con Nova Coop, la Cooperativa Piemontese, per un'ulteriore fusione. Questo ultimo atto darà vita a una nuova entità che si chiamerà Coop Nord-Ovest. 
Quest'ultima cooperativa sarà la seconda più grande in Italia dopo Coop Alleanza 3.0, ma si prevede che, secondo i primi studi sugli utili lordi generati, possa diventare la prima in termini di profittabilità.

## Soci
Al 31 dicembre 2010 i soci erano 505.097.
I soci sono organizzati in 39 Sezioni Soci territoriali.
I soci prestatori, ovvero titolari di libretto di prestito sociale erano 86.540.
Coop Liguria nel 2010 ha effettuato il 64,86% delle vendite ai suoi soci.
Coop Liguria ha una sua edizione della rivista "Consumatori" (utilizzata, con edizioni locali, anche dalle altre grandi Coop del distretto Adriatico e del Nord-Ovest), che viene distribuita ai soci gratuitamente nei punti vendita, inoltre c'è un'altra rivista, "Noi Coop" che è riservata ai dipendenti.

## Rete di vendita
Nell'anno 2020 Coop Liguria conta 51 punti vendita, divisi tra minimercati, supermercati e superstore a insegna Coop e InCoop (54) e ipermercati a insegna Ipercoop (7).
Questo è il dettaglio della rete di vendita:
| Provincia | Ipermercati | Superstore | Supermercati | InCoop |
| --------- | ----------- | ---------- | ------------ | ------ |
| Genova    | 2           | 3          | 16           | 11     |
| Imperia   | 0           | 1          | 2            | 2      |
| La Spezia | 2           | 1          | 1            | 5      |
| Savona    | 2           | 1          | 2            | 5      |
| Cuneo1    | 1           | 0          | 1            | 1      |

1 Provincia dov'è presente anche Nova Coop

## Curiosità
Coop Liguria è dotata da anni di una propria "Associazione Tempo Libero", che organizza varie gite e incontri sia ai soci Coop che ai consumatori in genere; da ricordare il programma "Camminiamo insieme" di trekking escursionistico, aderente alla Federazione Italiana Escursionismo, i cui gruppi per numero di aderenti sono tra i più grandi d'Italia.